# Zalaegerszeg
Zalaegerszeg (tiếng Hungary phát âm: [zɒlɒɛɡɛrsɛɡ] (nghe); tiếng Croatia: Jegersek; tiếng Đức: Egersee) là trung tâm hành chính của hạt Zala ở phía Tây Hungary.
Zalaegerszeg nằm trên bờ sông Zala, gần biên Slovenia và Áo và 220 km về phía tây-tây nam của Budapest bằng đường bộ.
Khu vực này đã có người ở trong thời Đá cũ sớm, theo những phát hiện khảo cổ học (lâu đời nhất những người thân trong hạt Zala). Sau đó khu vực có định cư của người Celt.
Tài liệu ghi chép đề cập đầu tien đến thị trấn với tên Egerscug (1247) và Egerszeg (1293), tên có nghĩa là "góc cây tống quán sủi" và có lẽ là một tham chiếu đến tình hình của thị trấn trong góc, nơi hai con sông đáp ứng. Vua Béla IV đã tặng cho thành phố để các giáo phận của Veszprém năm 1266, để nó trở thành nhà thờ sở hữu. Như Egerszeg nằm hơi xa so với Veszprém, tuy nhiên, các loại thuế do thành phố chi trả thường vào túi của các đầu sỏ chính trị địa phương là gia đình Kőszegi.